# Asteropeia micraster
Asteropeia micraster är en tvåhjärtbladig växtart som beskrevs av Hallier f. Asteropeia micraster ingår i släktet Asteropeia och familjen Asteropeiaceae. Inga underarter finns listade i Catalogue of Life.